# 光花狗尾草
光花狗尾草（学名：Setaria plicata var. leviflora）为禾本科狗尾草属下的一个变种。